# Captain Pronin
Captain Pronin (in russo: Капитан Пронин, lett. "Kapitan Pronin") è una serie d'animazione russa, parodia dei film d'azione e di tali cliché. La serie è stata creata da Mikhail Zaitsev e prodotta dal 1992 al 1994,da tale serie è stata prodotta una serie di libri e un videogioco per PC e PlayStation del 1997 tuttavia senza licenza.

## Premessa

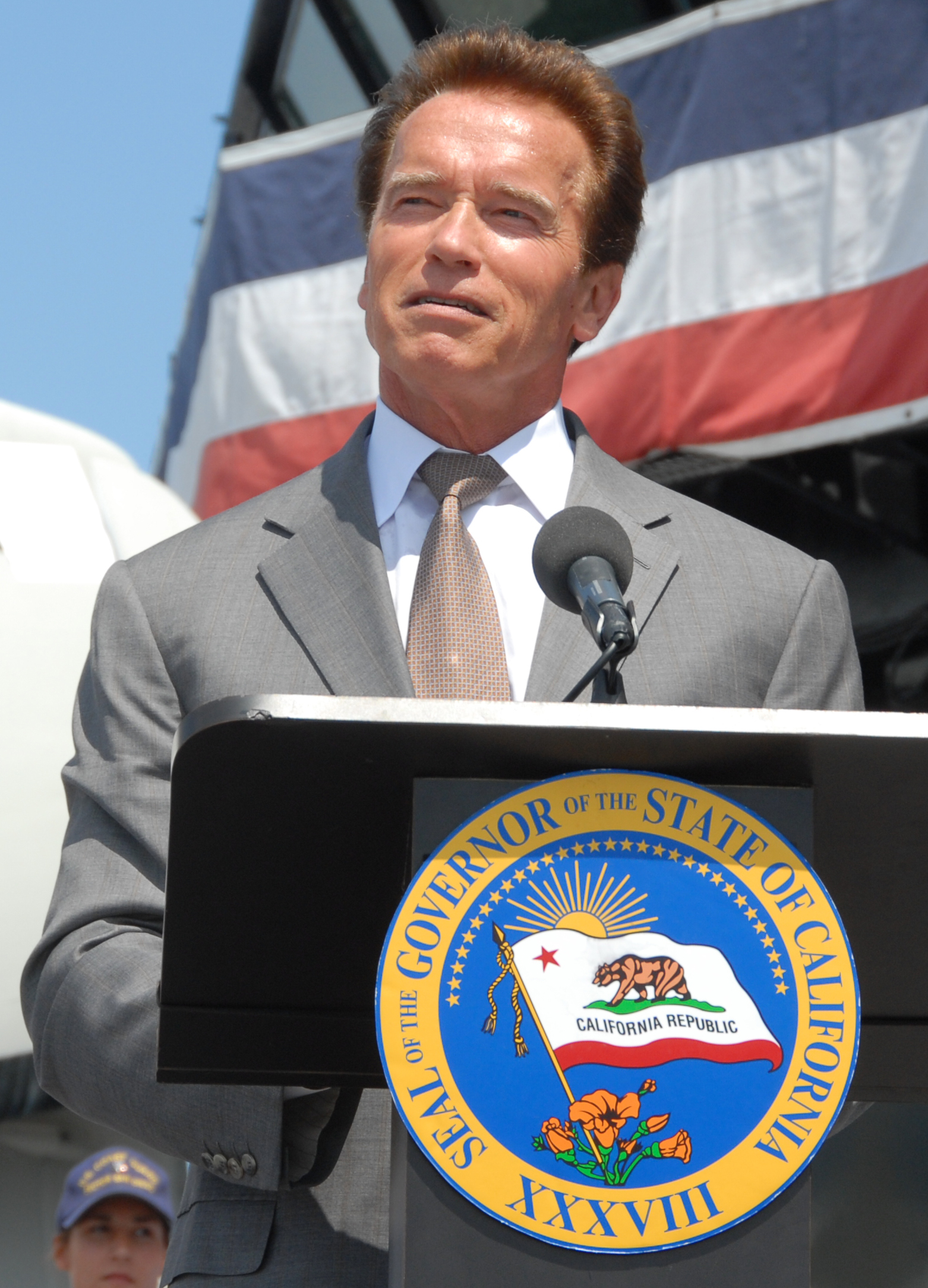
Arnold Schwarzenegger su cui il personaggio di Captain Pronin sembra essere basato

## Personaggi
- Captain Pronin: è il protagonista della serie omonima, è un capitano e detective russo dai capelli rossi, ed è il nipote dello stimato Major Pronin. Sembra essere di poche parole e avere mille talenti e abilità, come resistere al clima dello spazio e nuotarci con una sola maschera, e essere ottimo al balletto, e sa suonare l'armonica. Doppiato in russo da Igor' Vernik.
- Major Pronin: è il nonno di Captain Pronin, è molto stimato dai collaboratori e da suo nipote, il quale sembra averlo cresciuto.
- Moglie: è la moglie di Captain Pronin, nonostante non sia bellissima il marito le è completamente fedele.
- James Bond:un collega inglese di Captain Pronin.
- Switunov:è un criminale dalla pelle blu che spaccia stupefacenti. Nemico di Pronin.

## Episodi
| Anno | Titolo italiano (traduzione)                  | Titolo inglese (traduzione)                   | Titolo originale (russo)                   |
| ---- | --------------------------------------------- | --------------------------------------------- | ------------------------------------------ |
| 1992 | Captain Pronin -nipote di Major Pronin        | Captain Pronin – Major Pronin's Grandson      | Капитан Пронин — внук майора Пронина       |
| 1993 | Captain Pronin 2: Captain Pronin in America   | Captain Pronin 2: Captain Pronin in America   | Капитан Пронин 2: в Америке (мультбоевик)  |
| 1993 | Captain Pronin 3: Captain Pronin nello spazio | Captain Pronin 3: Captain Pronin in Space     | Капитан Пронин 3: в космосе (мульттриллер) |
| 1994 | Captain Pronin 4: Captain Pronin all'Opera    | Captain Pronin 4: Captain Pronin at the Opera | Капитан Пронин 4: в опере (мультдетектив)  |

## Altri media

### Videogioco
Nel 1995 Mikhail Zaitsev aveva scritto la sceneggiatura per un videogioco con il Capitano Pronin e contattato una società di computer, ma l'idea del videogioco incontrò incomprensioni da parte della società è il videogioco fu rimandato a data non precisa. Nel 1997 contattò un'azienda russa IDDK e la proposta del videogioco fu accettata. Lo sviluppo del videogioco ha impiegato meno di 3 mesi e nel settembre 1997 venne pubblicato per PC, successivamente venne convertito per PlayStation, senza licenza ufficiale di Sony. Il videogioco è chiamato Kapitan Pronin: Odin protiv vseh (lett. "Capitan Pronin: Uno contro tutti") ed è composto da 4 missioni indipendenti basate sugli episodi del cartone animato.